# Zenuw

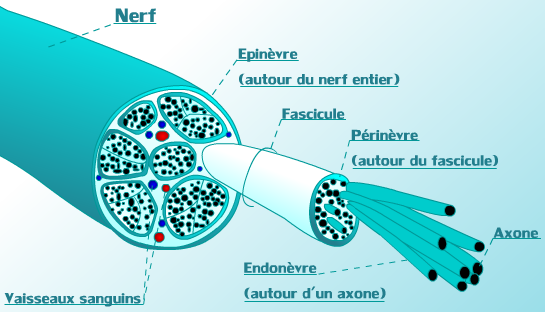
Zenuw.
nerf=zenuw, epinèvre=epineurium, périnèvre=perineurium, endonèvre=endoneurium, fascicule=bundel,
vasseaux sanquins=bloedvaten

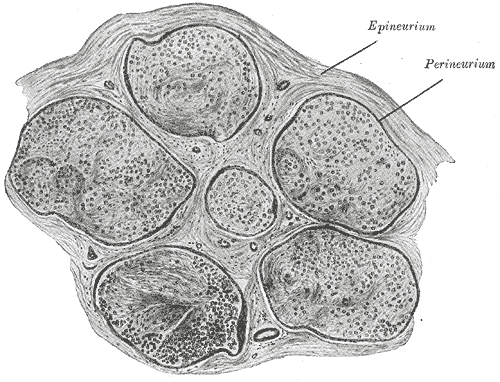
Dwarsdoorsnede van een menselijke scheenbeenzenuw

Een zenuw is een onderdeel van het perifere zenuwstelsel en bestaat uit gebundelde uitlopers van zenuwcellen. Zenuwen bevatten twee typen zenuwvezels: snelle en trage vezels. Langs een zenuwvezel worden fysiologische signalen doorgegeven door verandering van de elektrische potentiaal over de celmembraan. Bij snelle vezels gaat dat met grote snelheid (80 tot 120 meter per seconde), bij langzame vezels wordt de snelheid uitgedrukt in centimeters per seconde. Het mechanisme is overigens bij snelle en bij langzame vezels grotendeels gelijk, maar bij snelle vezels maakt het depolarisatiefront grotere sprongen door de aanwezigheid van een isolerende myelineschede om de vezel, die wordt gevormd door de cellen van Schwann. Bij de perifere zenuwen zijn de axonen meestal omgeven met een myelineschede met daar omheen het endoneurium. Het perineurium zit hier weer omheen en de buitenste laag om de zenuw wordt het epineurium genoemd.
Zenuwen geleiden zowel signalen van de hersenen via het ruggenmerg naar de spieren, waardoor de spieren samentrekken, als informatie van de zintuigen naar het ruggenmerg en de hersenen toe. Daarvoor heeft de zenuwcel, waarvan het cellichaam meestal in het centrale zenuwstelsel ligt, uitlopers genaamd axonen en dendrieten. Axonen geleiden van de zenuwcel af, dendrieten ernaartoe. Bestaat een zenuw uitsluitend uit vezels die spieren prikkelen tot samentrekken, dan gaat het om een motorische zenuw; in het andere geval spreekt men van een sensorische zenuw of gevoelszenuw. Komen beide voor, dan is het een gemengde zenuw.
De informatieoverdracht tussen zenuwcellen onderling en naar andere cellen gaat via synapsen. Hierbij wordt meestal een chemische stof, een neurotransmitter, overgedragen van de ene cel op de andere. Bekende neurotransmitters zijn acetylcholine, dopamine en serotonine. Er zijn echter ook elektrische synapsen, die een snellere informatieoverdracht mogelijk maken.